# Kō Machida
Kō Machida (jap. 町田 康, Machida Kō; bürgerlich Machizō Machida (町田 町蔵, Machida Machizō); * 15. Januar 1962 in Sakai in der Präfektur Osaka) ist ein japanischer Schriftsteller, Punk-Rock-Sänger und Schauspieler.

## Hintergrund
Er wurde von den Sex Pistols inspiriert, seine eigene Punkrockband "Inu" zu gründen. Nach deren Auflösung trat er zunehmend als Dichter in Erscheinung. Seine erste Erzählung Kussun Daikoku wurde gleich für den Akutagawa-Preis nominiert, den er 2000 mit Kiregire gewann. 

## Preise und Auszeichnungen
- 1997 Bunkamura Prix des Deux Magots für Kussun daikoku
- 2000 123. Akutagawa-Preis für Kiregire
- 2001 Hagiwara-Sakutarō-Preis für Doma no shijūhachi taki
- 2002 Kawabata-Yasunari-Literaturpreis für Gongen no odoriko
- 2005 Tanizaki-Jun’ichirō-Preis für Kokuhaku
- 2008 Noma-Literaturpreis für Yadoya meguri

## Werke
- 1992 Kūge (供花, "Blumenopfer", Gedichtanthologie)
- 1996 Kussun daikoku (くっすん大黒, "Daikoku in Tränen", Erzählung)
  - Vom Versuch, einen Glücksgott loszuwerden, übersetzt von Katja Cassing und Jürgen Stalph,[1] Cass Verlag, Löhne 2016, ISBN 978-3-944751-09-2
- 1999 Ore, nanshin shite (俺、南進して) Ko-Autor Nobuyoshi Araki
- 2000 Kiregire (きれぎれ, "Fetzen")
- 2003 Gongen no odoriko (権現の踊り子)
- 2005 Kokuhaku (告白, "Geständnis", Kriminalroman)

## Diskografie
Alben
- Meshi kuuna! (メシ喰うな!) Inu (1981)
- Ushiwakamaru nametottara dotsuitaru zo (牛若丸なめとったらどついたるぞ!) Inu (veröffentlicht 1984, aufgenommen 1979)
- Doterai yatsura (どてらい奴ら) Machida Machizō (1986)
- Hona, donaisē yūne (ほな、どないせぇゆぅね) Machida Machizō (1987)
- Harafuri (腹ふり) Machida Machizō + Kitazawa Gumi (1992)
- Chūshajō no yohane (駐車場のヨハネ) Machida Machizō + Kitazawa Gumi (1994)
- Dōnika naru (どうにかなる) Machida Kō + The Glory (1995)
- Nōnai shaffuru kakumei (脳内シャッフル革命) Machida Kō (1997)
- Miracle Young (ミラクルヤング, Mirakuru Yangu) Miracle Young (2003)
- Machida Kō Group Live 6. Oktober 2004 Machida Kō Group (2004)

Singles
- Kokoro no yunitto (心のユニット) Machi Tai (2002)

## Filmografie (Auswahl)
- Bakuretsu toshi BURST CITY (爆裂都市 BURST CITY) Regie: Sōgo Ishii (1982)
- Endless Waltz (エンドレス・ワルツ) Regie: Kōji Wakamatsu (1995)
- H story Regie: Nobuhiro Suwa (2001)